# كارل أدولف لوترباخ
كارل أدولف لوترباخ (1864-1937) (بالإنجليزية: Carl Adolf Georg Lauterbach)‏ هو عالم نبات ألماني.